# Каховка (станция)
«Каховка» (до 1953 года — «Ермаки») — железнодорожная станция на линии Снигирёвка — Фёдоровка. Расположена в городе Таврийск Херсонской области Украины и в 9 км от города Каховка.

## История
До начала масштабного строительства в 1946-1949 годах в степи севернее села Цукуры была заложена железнодорожная станция. Согласно Постановлению Совета Министров СССР в данном районе было запланировано строительство Каховской ГЭС, которое было начато в 1950 году. Станция была открыта 10 февраля 1951 года и первоначало носила название станция «Ермаки» Сталинской железной дороги. Основной задачей станции на начальном периоде существования являлся подвоз грузов для строительства ГЭС.
Нова железнодорожная станция соединила таврийские степи с экономически развитыми регионами и крупными станциями Советского Союза. На станции первоначально было 3 пути, станция постепенно развивалась, добавлялись приемо-отправочные пути, вблизи станции появились крупные промышленные предприятия, которые она начала обслуживать. Станции «Каховка» был присвоен 1-й класс, она стала узловой и через нее стали идти поезда из Донбасса в Одессу.
В 1956 году численность штата работников станции превышала 200 человек. В 1990-х годах в период экономического кризиса железнодорожные перевозки значительно снизились, сократился штат работников. Начиная с 2006 года работа станции начала стабилизироваться.
На станции «Каховка» в начале XXI века были реконструированы помещения вокзала, компьютеризированы рабочие места. Для работников улучшены условия труда, организовано санитарно-бытовое помещение.